# 1,4-Diazepin
1,4-Diazepin je sedmočlano heterociklično jedinjenje sa dva atoma azota. Atomi azota su u pozicijama prstena 1 i 4. Prsten sadrži tri dvostruke veze. On je osnovni element strukture benzodiazepina.